# Lucien Pothier
Pour les articles homonymes, voir Pothier.
Lucien Pothier, né le 15 janvier 1883 à Cuy dans l'Yonne et mort le 28 avril 1957 à Troyes, est un coureur cycliste français. Il s'est classé à la deuxième place du premier Tour de France de l'histoire en 1903.

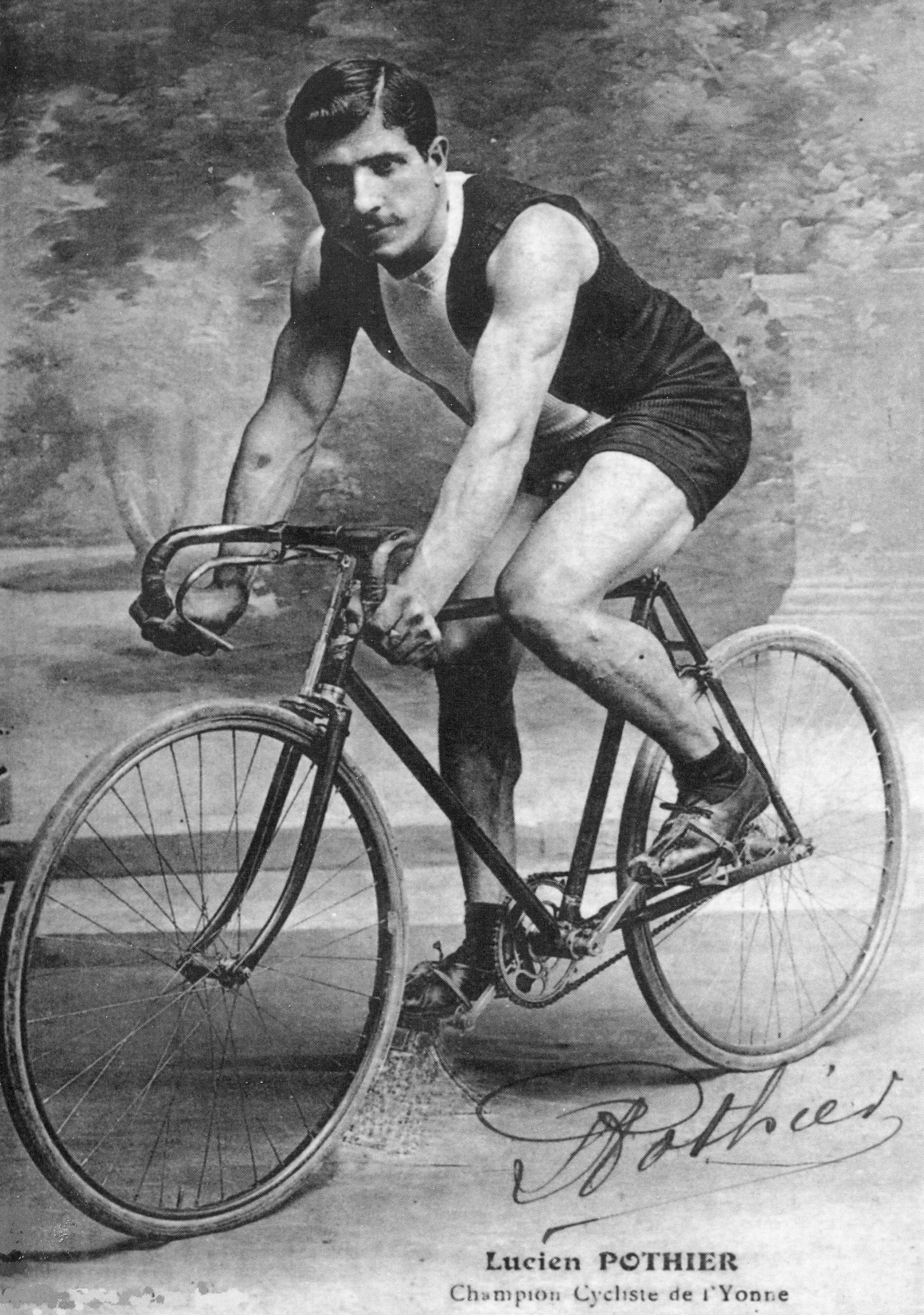
1900 : Lucien Pothier, amateur.

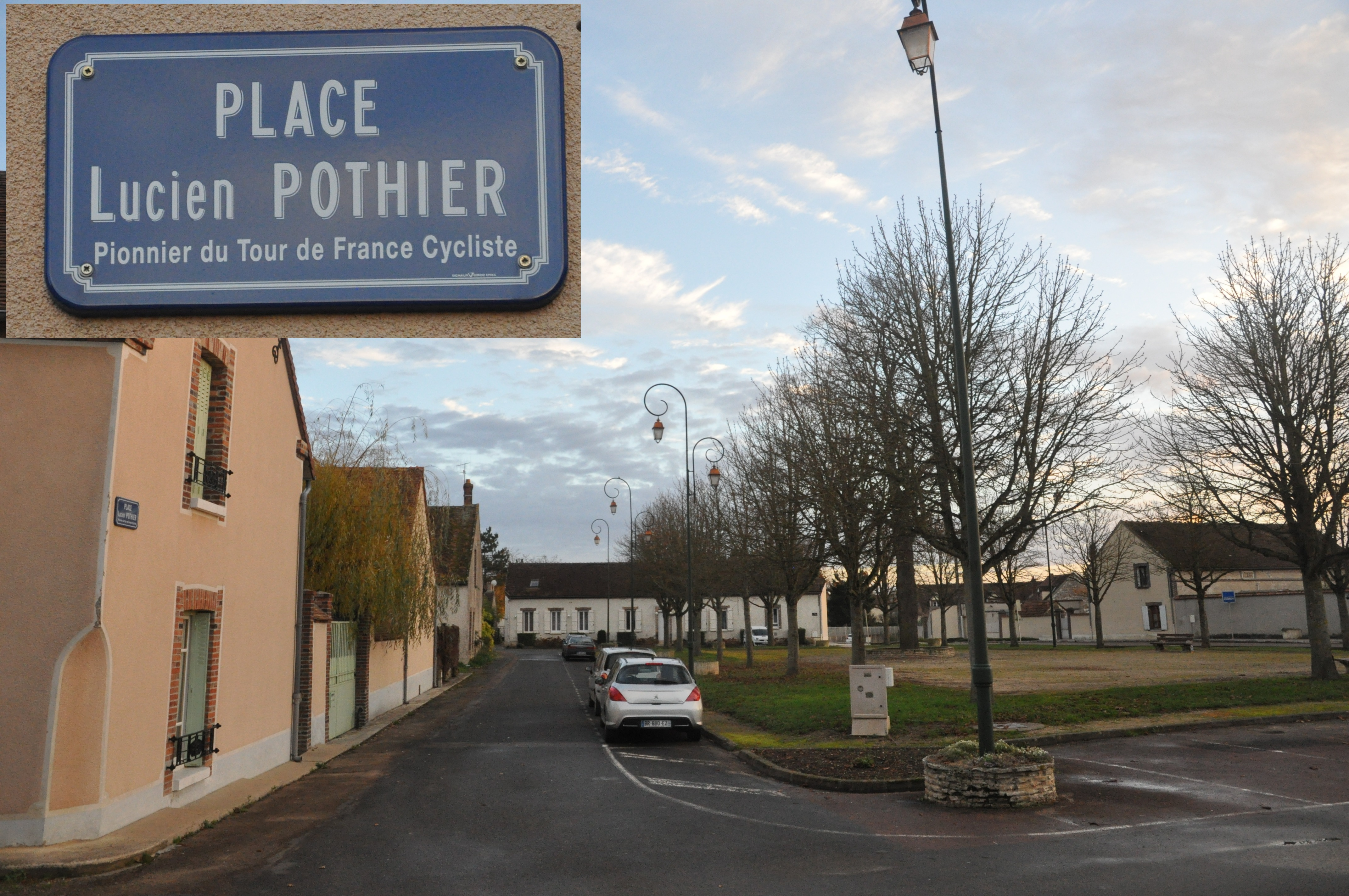
2015 : place Lucien Pothier à Cuy.

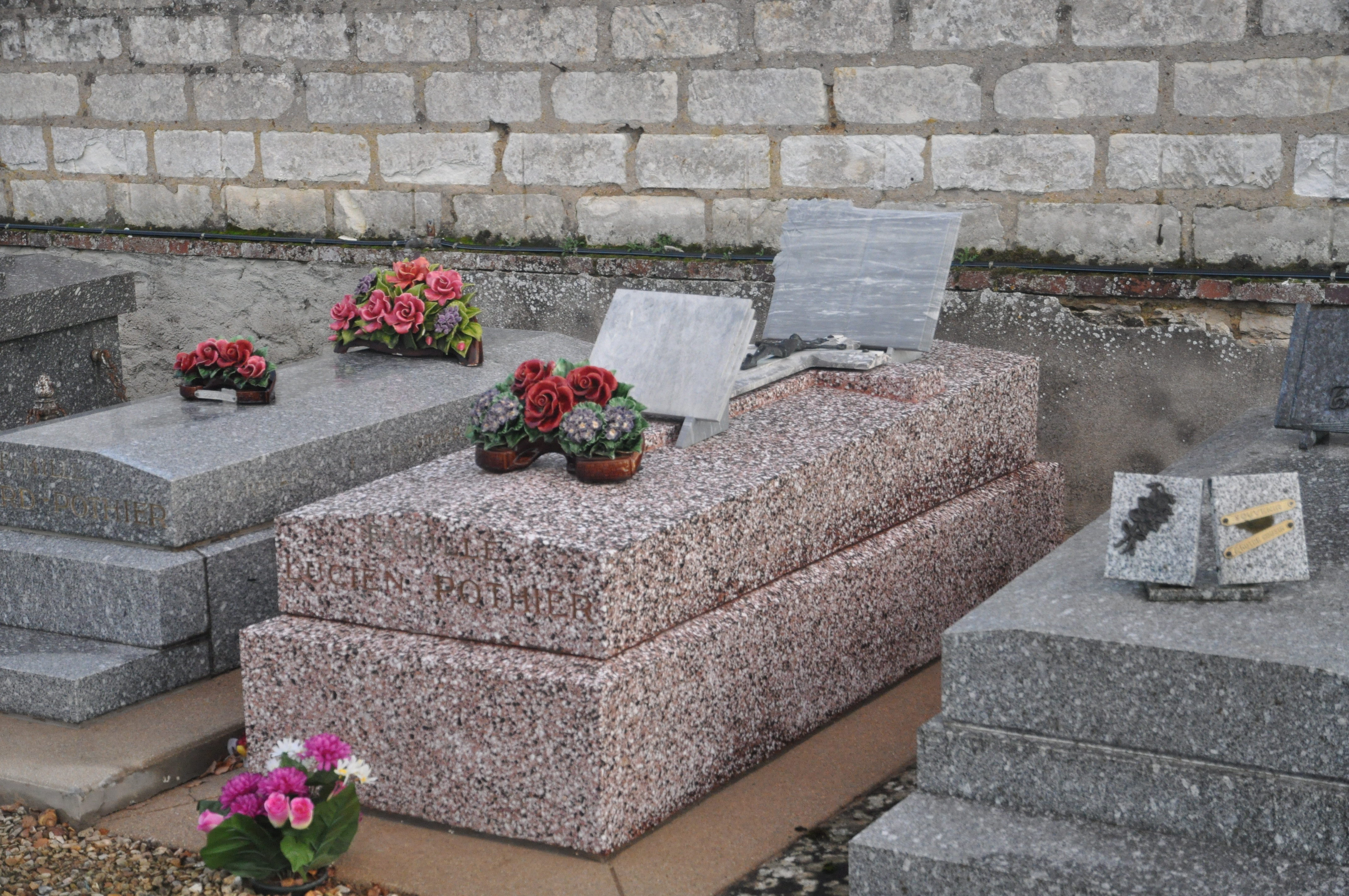
2015 : tombe de Lucien Pothier à Cuy.

## Biographie
Lucien Pothier naît à Cuy, dans le département de l'Yonne, le 15 janvier 1883. Apprenti chez un boucher à Sens, il livre chaque jour à vélo les commandes de son patron. À l'âge de 19 ans, il est recruté par l'équipe La Française, l'une des principales formations de l'époque, et devient professionnel.

### Tour de France 1903
Le 1er juillet 1903, Lucien Pothier prend le départ du premier Tour de France de l'histoire. Il se classe 6e de la deuxième étape entre Lyon et Marseille, dans le même temps que Maurice Garin, vainqueur de la première étape et leader du classement général, son coéquipier chez La Française. Il se classe 5e à Toulouse, au terme de la troisième étape, dans le même temps que le second, ce qui lui permet de remonter au 3e rang du classement général derrière Garin et Léon Georget.
Pothier gagne une place dans la 5e étape entre Bordeaux et Nantes, en profitant de l'abandon de Georget et en se classant 3e à l'arrivée, devancé au sprint par Garin et Gustave Pasquier. Cette étape est entachée d'une accusation de tricherie. Fernand Augereau, arrivé 11 minutes après les hommes de tête, franchit la ligne d'arrivée en larmes. Il accuse Maurice Garin de tricherie : celui-ci lui aurait demandé de lui laisser la victoire, ce que Fernand Augereau refuse. Garin aurait alors enjoint à Lucien Pothier de faire chuter Augereau, puis piétiné son vélo, rendant sa roue arrière hors d'usage. Il aurait également offert 100 francs aux autres coureurs du groupe pour qu'ils ne lui viennent pas en aide. Cet incident, auquel le quotidien L'Auto ne consacre pas une ligne de son journal, est relaté par Le Monde sportif.
Lucien Pothier conserve son rang dans la dernière étape : il se classe finalement 2e du Tour de France, à plus de 2 h 59 de Maurice Garin, premier vainqueur de l'histoire. Il reçoit un total de 2 450 francs de primer.

### Tour de France 1904
L'année suivante, il termine de nouveau 2e du Tour de France 1904 derrière Maurice Garin, en remportant la 4e étape entre Toulouse et Bordeaux. Toutefois, le Tour de France est entaché par de nombreuses tricheries et des actes de violence de la part des spectateurs envers les coureurs. Dès la première étape, Garin et Pothier sont agressés par quatre hommes masqués dans une voiture. Par ailleurs, des suspicions planent sur certains coureurs, dont Pothier, accusés de ne pas avoir parcouru l'intégralité des étapes en profitant de la légèreté du dispositif de contrôle. Pothier se voit notamment reproché d'avoir utilisé le train pour gagner du temps. Devant ces nombreux actes de tricherie soupçonnés ou attestés, l'Union vélocipédique de France (UVF) mène une enquête scrupuleuse. Des dizaines de concurrents et de témoins de la course sont entendus. Le 30 novembre, soit plus de quatre mois après l'arrivée du Tour, les quatre premiers du classement général, à savoir Maurice Garin, Lucien Pothier, César Garin et Hippolyte Aucouturier, sont disqualifiés. Leurs victoires d'étape sont également annulées. Cinquième du classement général, Henri Cornet est déclaré vainqueur du Tour de France,.
Lucien Pothier est radié à vie à la suite de ces incidents, mais sa peine est finalement allégée et ramenée à trois ans de suspension.

### Fin de carrière
En 1921, comme deuxième classe, il termine son dernier Tour de France, il a trente huit ans. Lucien Pothier aura participé à sept Tours de France. Il aurait certainement réalisé une autre carrière sportive sans la Première Guerre mondiale.
Lucien Pothier reste le seul coureur cycliste icaunais à réussir un podium sur le Tour de France entre 1903 et 2020. Jean Tissier, Jean Lematte, Marcel Galois, Raymond Riotte, Serge Guillaume, Franck Pineau, Ludovic Auger, Guillaume Auger, Cédric Pineau, Jérémy Maison ne feront pas aussi bien que lui.

### Après carrière et postérité
À la fin de sa carrière, Lucien Pothier s'installe à Troyes où il tient pendant plusieurs années un café baptisé « A l'ancien du Tour de France » puis après sa mort en 1957, l'enseigne devient « Au Tour de France ». Il est enterré au cimetière de sa ville natale, à Cuy,. La place principale de ce village porte d'ailleurs le nom de celui qui était surnommé « le Boucher de Sens »,. Le 29 avril 2017, soixante ans après sa mort, le journal L'Yonne républicaine lui rend hommage avec une page complète dans le journal. Dans le même journal, Gérard Favereau signe en mars 2021 un bel article sur Lucien Pothier et son matériel.

## Palmarès
| - 1900 - 10e de Paris-Roubaix - 1902 - Sens-Joigny-Sens - Sens-Auxerre - 2e de Sens-Pont-sur-Yonne - 1903 - 2e du Tour de France - 5e de Bordeaux-Paris - 1904 - Course de côte du VS Sens - Sens-Joigny-Sens - 3e de Paris-Roubaix - 1909 - Course de côte du Chemin Neuf - Sens-Pont-Sens - Sens-Joigny-Sens - Sens-Bray-Sens | - 1910 - Sens-Pont-Sens - Sens-Joigny-Sens - Circuit du Loiret - 1911 - Course de côte du Chemin Neuf - Sens-Joigny-Sens - 1912 - Course de côte du Chemin Neuf - Aix-en-Othe-Sens et retour - Sens-Joigny-Sens - 1913 - Course de côte du Chemin Neuf - 96 km de Sens - Circuit de l'Auxerrois - Circuit de l'Auxois - Sens-Bray-Sens |  |

## Résultats sur le Tour de France
7 participations
- 1903 : 2e du classement général. Il perd près de 3 heures dans la première étape.
- 1904 : déclassé du classement de chaque étape et du classement général (avant déclassement : 1 victoire d’étape et 2e du classement général)
- 1907 : abandon (4e étape)
- 1909 : abandon (2e étape)
- 1910 : 28e du classement général
- 1911 : 20e du classement général
- 1921 : 32e du classement général[18]